# Simone Kennedy (politica)
Simone Kennedy (Kampen, 19 december 1970), huwelijksnaam Kennedy-Doornbos, is een Nederlands politica namens de ChristenUnie (CU). Namens die partij was zij in 2023 lid van de Eerste Kamer en is zij sinds 29 maart 2023 lid van de Provinciale Staten van Utrecht. Van 18 april 2006 tot en met 29 maart 2022 was zij gemeenteraadslid in Amersfoort. In 2009 werd ze verkozen tot raadslid van het jaar.

## Levensloop
Kennedy studeerde tussen 1989 en 1994 biologie aan de Universiteit van Amsterdam (UvA). Van 1993 tot 1994 was ze lid van het bestuur van de Amsterdamse afdeling van het Gereformeerd Politiek Verbond (GPV). Ze was namens die afdeling ook lijsttrekker bij de gemeenteraadsverkiezingen in 1994.
In 1994 verhuisde Kennedy naar de Verenigde Staten. Van 1996 tot en met 2003 was Kennedy eigenaar van het Amerikaanse reisbureau Eurotrail. Tevens was ze van september 1997 tot juni 2003 vertaalster bij A.C. Van Raalte Institute.
In 2003 verhuisde ze terug naar Nederland. Ze bleef werkzaam als freelance touroperator bij Eurotrail. In Nederland werd ze lid van de Permanente Campagne van ChristenUnie (2003-2007), van het bestuur van de Amersfoortse afdeling van die partij (2004-2006) en van het curatorium Wetenschappelijk Instituut ChristenUnie (2004-2016). Ze schreef bij de Tweede Kamerverkiezingen 2006 en 2010 mee aan het verkiezingsprogramma.
In 2006 werd Kennedy verkozen als gemeenteraadslid van Amersfoort. In 2009 werd ze verkozen tot raadslid van het jaar. In 2011 werd ze voorzitter van de fractie van ChristenUnie. Bij de gemeenteraadsverkiezingen van 2022 stelde ze zich geen kandidaat meer en in maart 2022 nam ze afscheid van de raad. Van april tot november 2022 werkte ze als een locatie manager bij de opvang van Oekraïense vluchtelingen in Amersfoort. Vanaf maart 2022 werkt ze als jeugdzorgmedewerker bij een kamertrainingscentrum van het Leger des Heils in Amersfoort.
Landelijk stond ze meerdere keren op de lijst van de ChristenUnie, waaronder zesde op de kandidatenlijst voor de Eerste Kamerverkiezingen 2019. Nadat Eerste Kamerlid Peter Ester overleed in december 2022, werd Kennedy op 17 januari 2023 beëdigd tot Eerste Kamerlid voor de resterende periode aangezien zij voor 2023-lijst niet verkiesbaar was.
Bij de Provinciale Statenverkiezingen 2023 stond Kennedy in Utrecht als derde op de lijst van de ChristenUnie. Aangezien die partij drie zetels haalde, is zij sinds 29 maart 2023 lid van de Utrechtse Staten.

## Verkiezingsuitslagen
| Verkiezing                         | Partij           | Positie    | Stemmen |
| ---------------------------------- | ---------------- | ---------- | ------- |
| Gemeenteraad 1994 in Amsterdam     | GPV              | 1          | 1.653   |
| Gemeenteraad 2006 in Amersfoort    | ChristenUnie     |            |         |
| Tweede Kamer 2006                  | ChristenUnie     | 12 (lijst) | 369     |
| Gemeenteraad 2010 in Amersfoort    | ChristenUnie     | 2          | 885     |
| Tweede Kamer 2010                  | ChristenUnie     | 13 (lijst) | 489     |
| Eerste Kamer 2011                  | ChristenUnie     | 3 (lijst)  |         |
| Tweede Kamer 2012                  | ChristenUnie     | 39 (lijst) | 175     |
| Gemeenteraad 2014 in Amersfoort    | ChristenUnie     | 1          | 4.228   |
| Tweede Kamer 2017                  | ChristenUnie     | 22 (lijst) | 748     |
| Gemeenteraad 2018 in Amersfoort    | ChristenUnie     | 1          | 4.694   |
| Europees Parlement 2019            | ChristenUnie-SGP | 8 (lijst)  | 6.776   |
| Eerste Kamer 2019                  | ChristenUnie     | 6 (lijst)  | 0       |
| Tweede Kamer 2021                  | ChristenUnie     | 12 (lijst) | 1.600   |
| Provinciale Staten 2023 in Utrecht | ChristenUnie     | 3          | 3.874   |

## Persoonlijk
Kennedy is Nederlands Gereformeerd (voorheen vrijgemaakt). Kennedy is gehuwd met hoogleraar James Kennedy. Ze heeft drie kinderen. Daarnaast bood het gezin opvang aan pleegkinderen en asielzoekers.